# Lacropte
Lacropte is een gemeente in het Franse departement Dordogne (regio Nouvelle-Aquitaine) en telt 616 inwoners (2005). De plaats maakt deel uit van het arrondissement Périgueux.

## Geografie
De oppervlakte van Lacropte bedraagt 26,8 km², de bevolkingsdichtheid is 23,0 inwoners per km².
De onderstaande kaart toont de ligging van Lacropte met de belangrijkste infrastructuur en aangrenzende gemeenten.

## Demografie
Onderstaande figuur toont het verloop van het inwonertal (bron: INSEE-tellingen).